# 阪神朝鮮初級学校
阪神朝鮮初級学校（はんしんちょうせんしょきゅうがっこう、항싱조선초급학교）は、かつて学校法人兵庫朝鮮学園が運営していた兵庫県西宮市にあった朝鮮学校である。
生徒数の減少を理由に休校（後に廃校）となったが、校地を朝鮮総連が地元の在日朝鮮人に無断で売却したことにより学校建設のために資金提供などに協力してきた在日の中には不満を持つ者が多いという。

## 沿革
- 1948年 - 朝聯初等学院として設立
- 2001年 - 尼崎朝鮮初中級学校に統合

## 学科
- 初級部

## 所在地
- 〒662-0862 西宮市青木町11-6